# Víctor Píriz
Víctor Valentín Píriz Maya, né le 22 juillet 1975, est un homme politique espagnol membre du Parti populaire (PP).
Il devient député de la circonscription de Badajoz en août 2016.

## Biographie

### Vie privée
Il est divorcé et père de deux enfants. 

### Profession
Il est licencié en direction et administration d'entreprises et possède un master en économie d'entreprise et travail. Il a travaillé dans des entreprises multinationales et nationales et est professeur d'économie à l'Université d'Estrémadure.

### Activités politiques
Il a été dans la haute fonction publique au Gouvernement d'Estrémadure.
Le 29 août 2016, il devient député pour Badajoz au Congrès des députés, remplaçant Alejandro Ramírez del Molino décédé.